# Billy Koumetio
Billy Koumetio, né le 14 novembre 2002 à Lyon, est un footballeur français qui évolue au poste de défenseur central avec le Dundee FC.

## Biographie

### Carrière en club
Le 9 décembre 2020, il fait ses débuts professionnels lors du dernier match de poule de Liverpool en Ligue des champions, contre le club danois du FC Midtjylland, alors que les Liverpudiens sont déjà assurés de finir premiers de leur groupe. Il remplace Fabinho en défense centrale à la mi-temps de la rencontre, devenant alors à 18 ans et 25 jours le plus jeune joueur en C1 de l'histoire du Liverpool FC,.

### Carrière en sélection
Koumetio est international avec l'équipe de France des moins de 18 ans, ayant joué deux matches contre le Paraguay en 2019,.

## Palmarès
| Liverpool FC - FA Youth Cup - Finaliste en 2020-21 - Carabao Cup - Vainqueur en 2021-22 |